# Volupia
Pour le genre éteint Volupia Defrance, 1829, voir Volupia (bivalve).
Volupia est une déesse romaine mineure, dont le nom est en rapport avec voluptas, le « plaisir sensuel ». Elle est parfois, à tort, identifié avec la déesse Voluptas du fait de la similitude de leurs noms. Elle avait un petit sanctuaire à Rome, dans lequel se trouvait une statue d'Angerona.

## Étymologie
Le nom de Volupia est formé sur un adjectif latin archaïque (*uolupis), encore attesté au neutre uolupe ou uolup chez Ennius et Plaute. Comme le veut le sens de sa racine (wel-, cf. volo, « je veux »), cet adjectif « se réfère au plaisir en tant que résultat d'un désir satisfait, d'une volonté réalisée », même s'il prend parfois le sens faible d'« agréable ».
Il est évidemment apparenté à voluptas, même si « l'équivalence avec voluptas est certainement approximative ». Mais on en a trop rapidement conclu à une identité entre Volupia et Voluptas, fille de Psyché et du dieu Éros ou Cupidon, entre une vieille déesse romaine et une abstraction personnifiée, intégrée dans la mythologie gréco-romaine.

## Sanctuaire de Volupia
Volupia avait une chapelle (sacellum) à Rome, près de la porte Romanula. Il y avait dans cette chapelle une statue d'Angerona ; certains témoignages disent qu'elle avait la bouche bandée et marquée d'un sceau ; d'autres indiquent qu'elle avait un doigt sur la bouche pour signifier le silence. Les pontifes lui offraient un sacrifice le 21 décembre, jour du solstice d'hiver.